# NGC 2686/1
NGC 2686/1 је галаксија у сазвежђу Велики медвед која се налази на NGC листи објеката дубоког неба.
Деклинација објекта је + 49° 8' 33" а ректасцензија 8h 54m 58,8s. Привидна величина (магнитуда) објекта NGC 2686 износи 15,2 а фотографска магнитуда 16,2. NGC 26861 је још познат и под ознакама NGC 2686A, MCG 8-16-36, VV 765, PGC 25026.